# Beke (Lippe)
|  | Per a altres significats, vegeu «Beke». |

El Beke és un afluent del Lippe a l'estat de Rin del Nord-Westfàlia. Neix prop de Buke, un nucli d'Altenbeken al districte de Paderborn. Desemboca a Marienloh al Lippe. Té un cabal irregular, i a l'estiu sovint l'aigua es filtra al terra de carst porós. A l'hivern i en temps de desglaç el cabal augmenta i de vegades s'hi pot navegar amb canoa.

## Afluents
- Apuhl
- Silberbeke
- Sagebach
- Durbeke

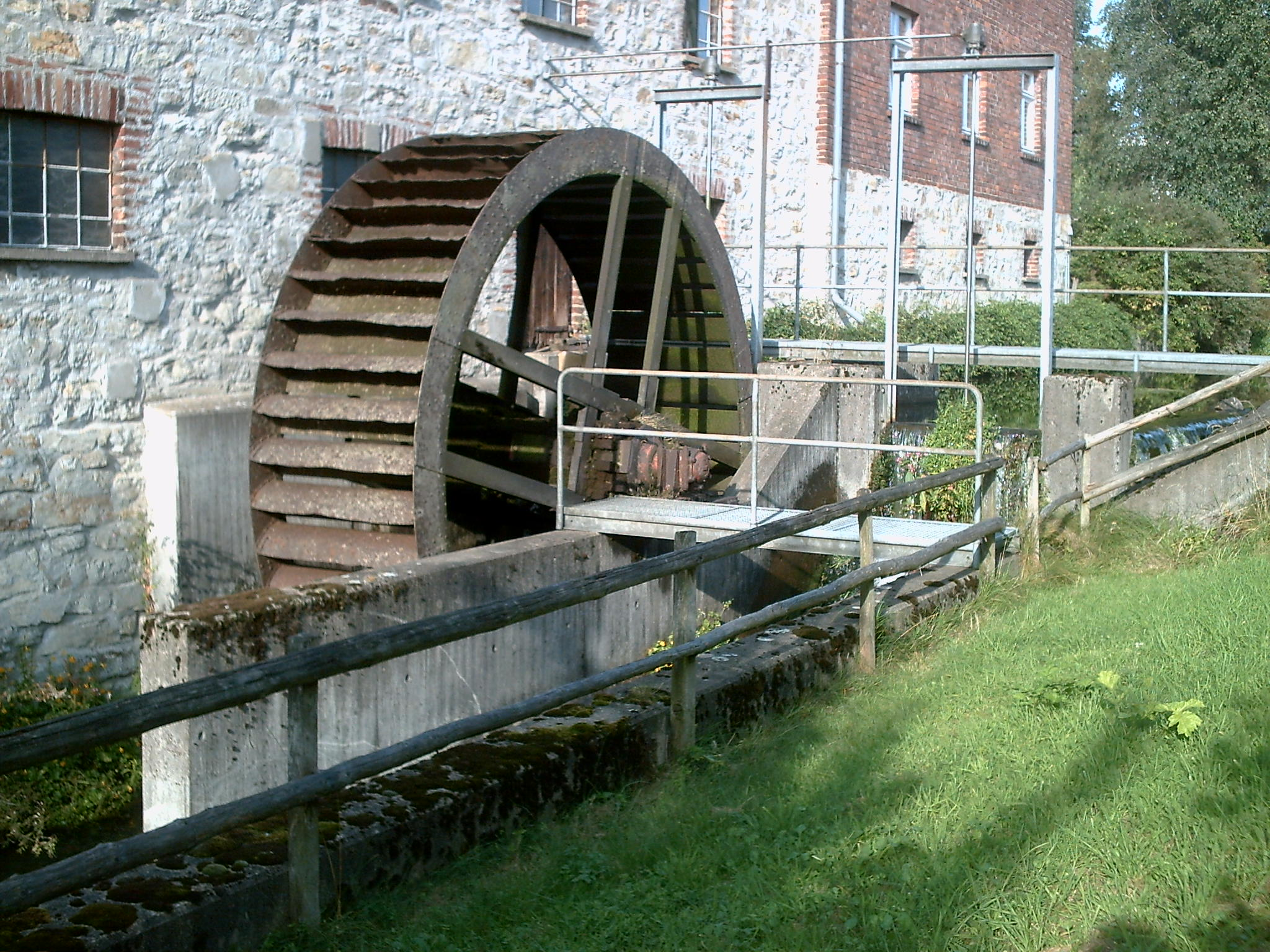
Molí d'oli al Beke Altenbeken
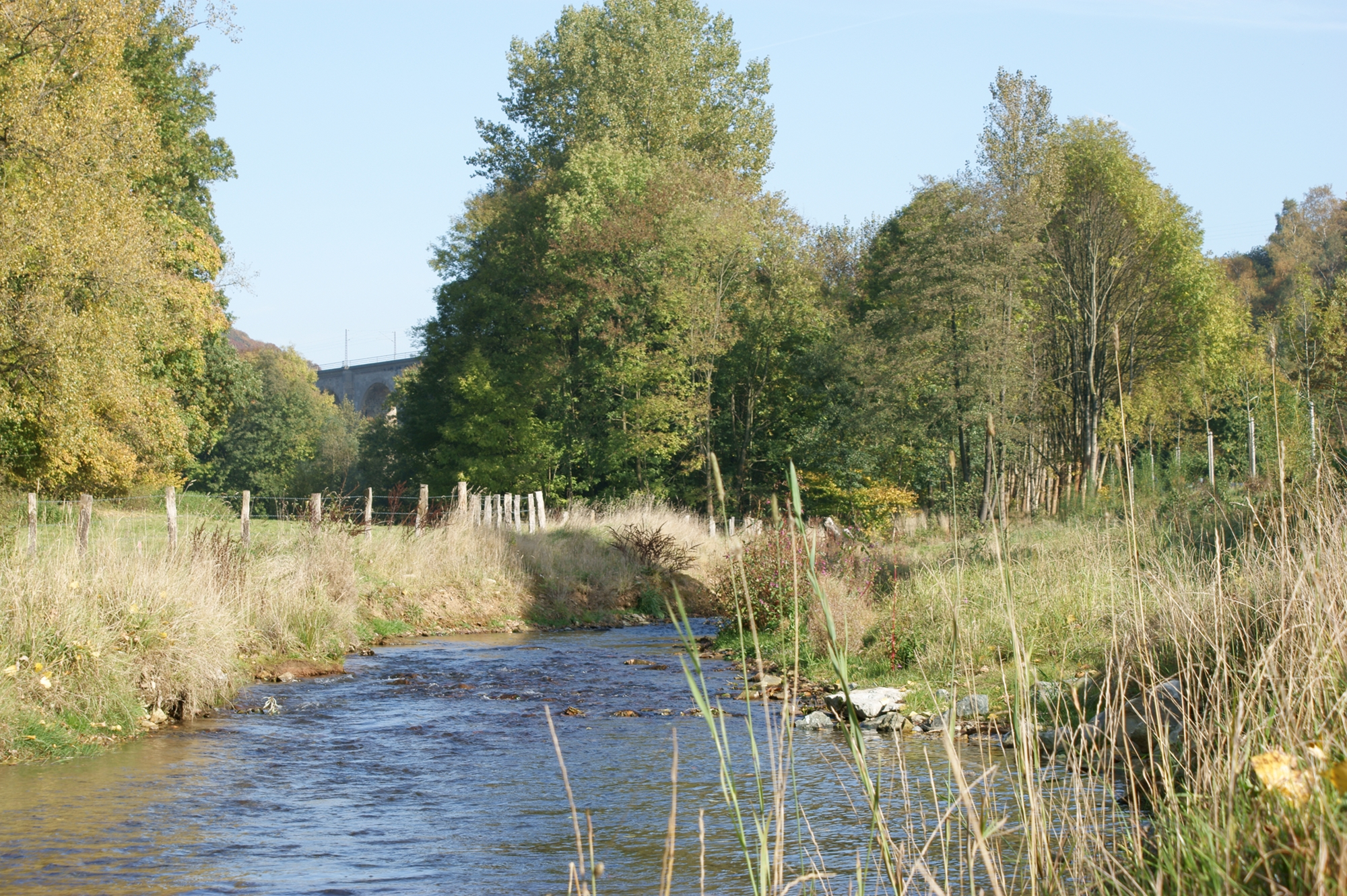
Avall d'Altenbeken
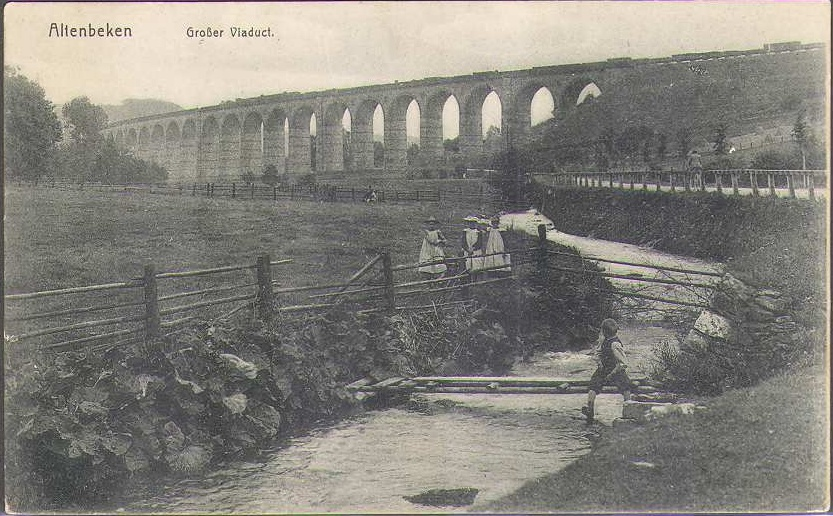
Vers 1900